# Saint-Jean-de-Liversay
Pour les articles homonymes, voir Saint-Jean.
Saint-Jean-de-Liversay est une commune de l’ouest de la France située dans le département de la Charente-Maritime (région Nouvelle-Aquitaine). Ses habitants sont appelés les Liversois et les Liversoises.

## Géographie
Située à 6 km au nord-ouest de Courçon, à 10 km à l'est du chef-lieu du canton, Marans, et à 25 km au nord de La Rochelle, la commune comprend notamment, outre le bourg, les villages de Luché, de Normandie, de Thairé-le-Fagnoux, de Choupeau, de Sourdon, et du Vanneau.

### Communes limitrophes
| L'Île-d'Elle (Vendée) | Vix (Vendée)           | Taugon             |
| Marans                | Saint-Jean-de-Liversay | Saint-Cyr-du-Doret |
| Nuaillé-d'Aunis       | Saint-Sauveur-d'Aunis  | Ferrières          |

## Urbanisme

### Typologie
Au 1er janvier 2024, Saint-Jean-de-Liversay est catégorisée bourg rural, selon la nouvelle grille communale de densité à 7 niveaux définie par l'Insee en 2022.
Elle est située hors unité urbaine. Par ailleurs la commune fait partie de l'aire d'attraction de La Rochelle, dont elle est une commune de la couronne,. Cette aire, qui regroupe 72 communes, est catégorisée dans les aires de 200 000 à moins de 700 000 habitants,.

### Occupation des sols
L'occupation des sols de la commune, telle qu'elle ressort de la base de données européenne d’occupation biophysique des sols Corine Land Cover (CLC), est marquée par l'importance des territoires agricoles (94,5 % en 2018), en diminution par rapport à 1990 (96,7 %). La répartition détaillée en 2018 est la suivante : 
terres arables (78,6 %), prairies (9,1 %), zones agricoles hétérogènes (6,8 %), zones urbanisées (5,2 %), forêts (0,2 %). L'évolution de l’occupation des sols de la commune et de ses infrastructures peut être observée sur les différentes représentations cartographiques du territoire : la carte de Cassini (XVIIIe siècle), la carte d'état-major (1820-1866) et les cartes ou photos aériennes de l'IGN pour la période actuelle (1950 à aujourd'hui).

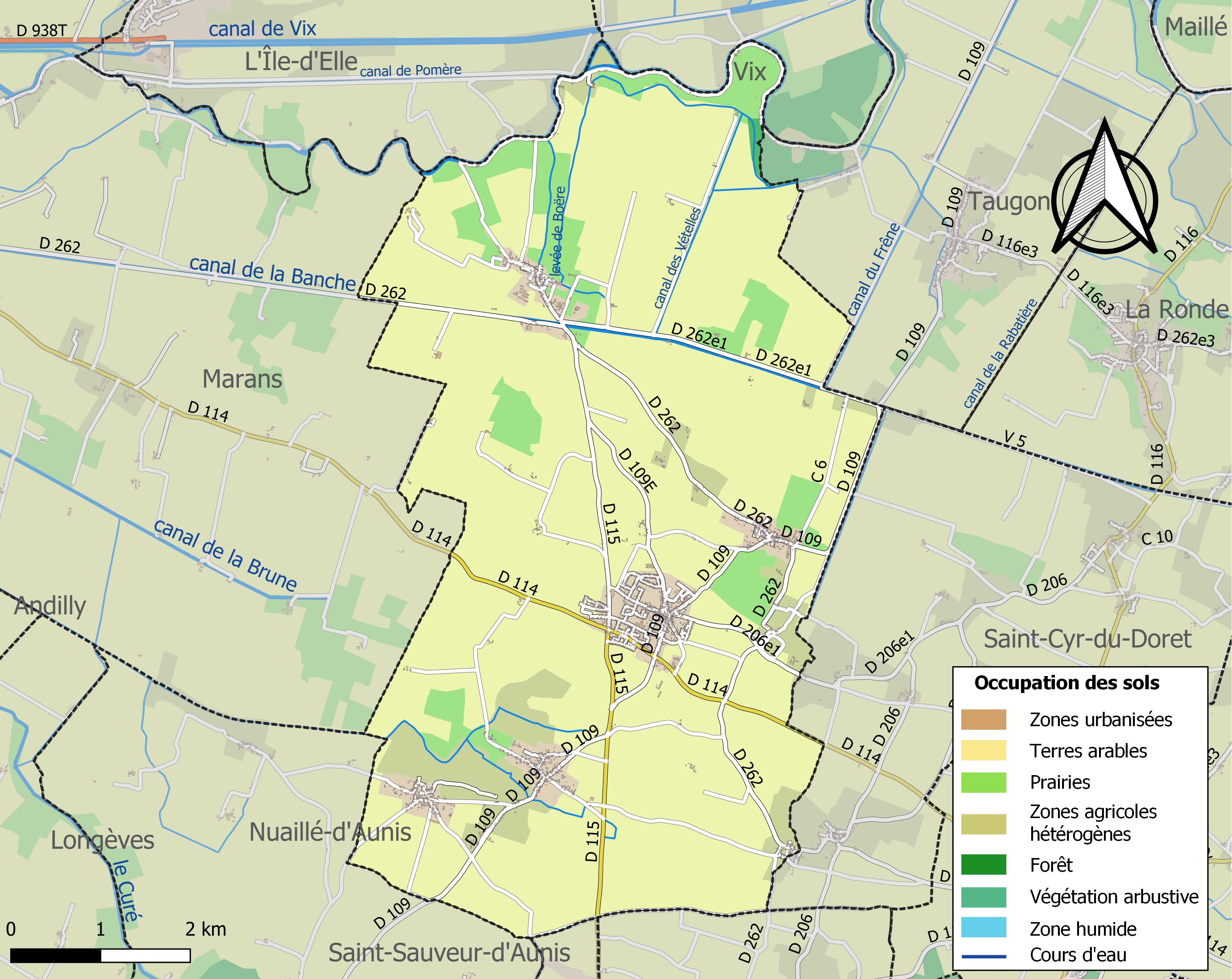
Carte des infrastructures et de l'occupation des sols de la commune en 2018 (CLC).

### Risques majeurs
Le territoire de la commune de Saint-Jean-de-Liversay est vulnérable à différents aléas naturels : météorologiques (tempête, orage, neige, grand froid, canicule ou sécheresse), inondations, mouvements de terrains et séisme (sismicité modérée). Il est également exposé à un risque technologique,  le transport de matières dangereuses. Un site publié par le BRGM permet d'évaluer simplement et rapidement les risques d'un bien localisé soit par son adresse soit par le numéro de sa parcelle.

#### Risques naturels
Certaines parties du territoire communal sont susceptibles d’être affectées par le risque d’inondation par débordement de cours d'eau, notamment la Sèvre Niortaise et . La commune a été reconnue en état de catastrophe naturelle au titre des dommages causés par les inondations et coulées de boue survenues en 1982, 1988, 1993, 1999 et 2010,.

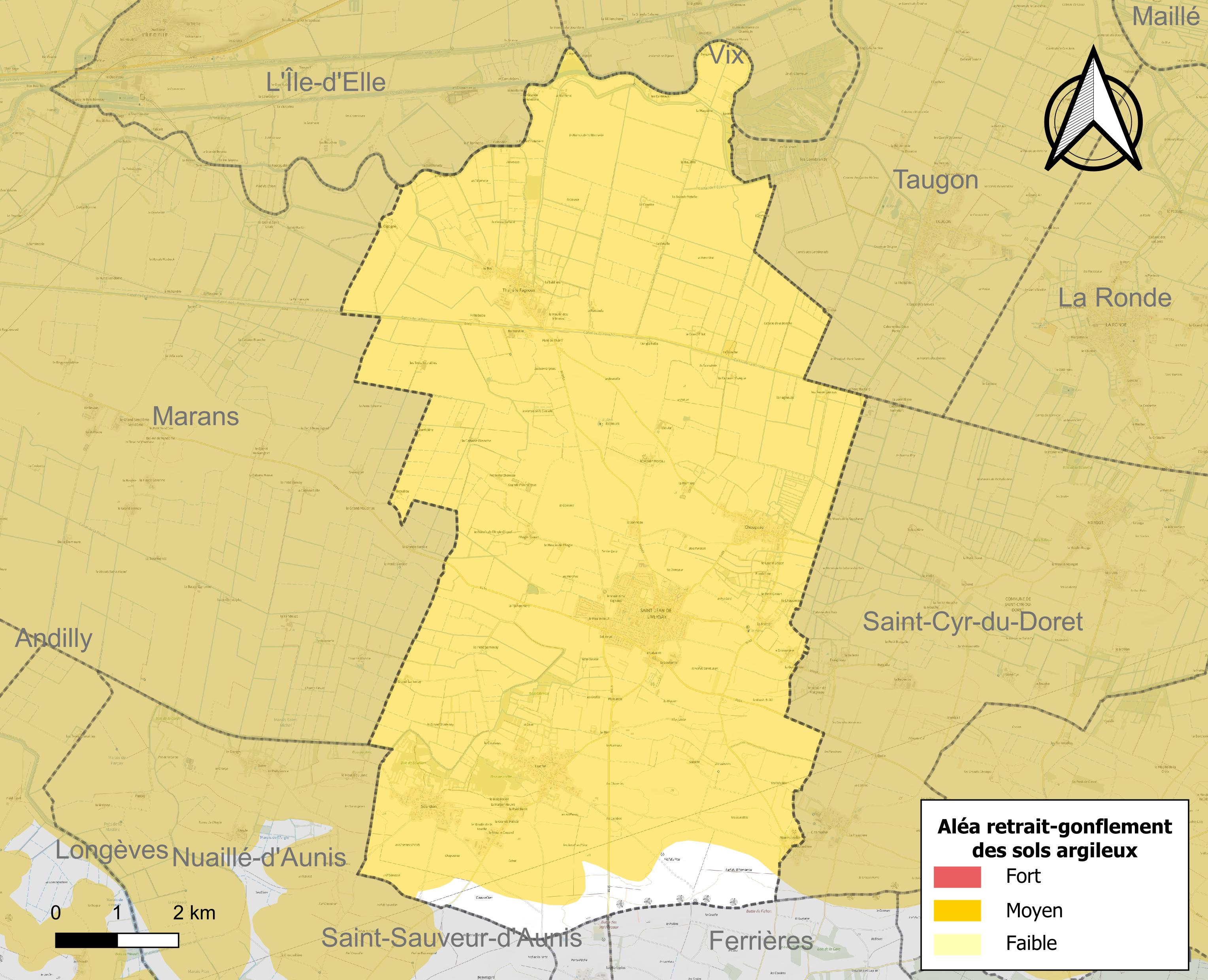
Carte des zones d'aléa retrait-gonflement des sols argileux de Saint-Jean-de-Liversay.

Les mouvements de terrains susceptibles de se produire sur la commune sont des tassements différentiels.
Le retrait-gonflement des sols argileux est susceptible d'engendrer des dommages importants aux bâtiments en cas d’alternance de périodes de sécheresse et de pluie. 95,7 % de la superficie communale est en aléa moyen ou fort (54,2 % au niveau départemental et 48,5 % au niveau national). Sur les 1 270 bâtiments dénombrés sur la commune en 2019,  1 270 sont en aléa moyen ou fort, soit 100 %, à comparer aux 57 % au niveau départemental et 54 % au niveau national. Une cartographie de l'exposition du territoire national au retrait gonflement des sols argileux est disponible sur le site du BRGM,.
Par ailleurs, afin de mieux appréhender le risque d’affaissement de terrain, l'inventaire national des cavités souterraines permet de localiser celles situées sur la commune.
Concernant les mouvements de terrains, la commune a été reconnue en état de catastrophe naturelle au titre des dommages causés par la sécheresse en 1991, 2003, 2005 et 2017 et par des mouvements de terrain en 1999 et 2010.

#### Risques technologiques
Le risque de transport de matières dangereuses sur la commune est lié à sa traversée par une ou des infrastructures routières ou ferroviaires importantes ou la présence d'une canalisation de transport d'hydrocarbures. Un accident se produisant sur de telles infrastructures est susceptible d’avoir des effets graves sur les biens, les personnes ou l'environnement, selon la nature du matériau transporté. Des dispositions d’urbanisme peuvent être préconisées en conséquence.

## Toponymie
Le nom de Saint-Jean-de-Liversay est issu pour la première partie de Jean le Baptiste, à qui la paroisse avait été dédiée. Liversay provient du nom d'un propriétaire de l'époque romaine appelé Eberius, déformé en Ibersius, puis Ibersius, ainsi que du suffixe -acum, donnant le toponyme Iversay.
Luché a pour origine l'anthroponyme Lupius, suivi du suffixe -acum.
Thairé-le-Fagnoux provient de l'anthroponyme gallo-romain Tarius, suivi du suffixe -acum.

## Administration

### Liste des maires
| Période    | Période                    | Identité          | Étiquette   | Qualité |
| ---------- | -------------------------- | ----------------- | ----------- | --- |
| avant 1988 |                            | Jacques Foubert   |             | Maire honoraire |
| juin 1995  | mai 2020                   | Denis Petit       | PS puis PRG | Directeur d'école, ancien adjoint au maire Conseiller général de Courçon (2008 → 2015) Conseiller départemental de Marans (2015 → 2021) Vice-président de la CC Aunis Atlantique |
| mai 2020   | mars 2024                  | Sylvie Gatineau   | SE          | Cadre technique Conseillère déléguée de la CC Aunis Atlantique (2020 → 2024) |
| mars 2024  | En cours (au 19 mars 2024) | Alexandre Trouche | SE          | Consultant en immobilier Élu à la suite de l'élection municipale partielle du 10 mars 2024                                                                                       |

## Démographie
L'évolution du nombre d'habitants est connue à travers les recensements de la population effectués dans la commune depuis 1793. Pour les communes de moins de 10 000 habitants, une enquête de recensement portant sur toute la population est réalisée tous les cinq ans, les populations de référence des années intermédiaires étant quant à elles estimées par interpolation ou extrapolation. Pour la commune, le premier recensement exhaustif entrant dans le cadre du nouveau dispositif a été réalisé en 2008.

En 2022, la commune comptait 3 050 habitants, en évolution de +7,77 % par rapport à 2016 (Charente-Maritime : +4,04 %, France hors Mayotte : +2,11 %).
| 1793  | 1800  | 1806  | 1821  | 1831  | 1836  | 1841  | 1846  | 1851  |
| ----- | ----- | ----- | ----- | ----- | ----- | ----- | ----- | ----- |
| 2 100 | 1 839 | 1 803 | 2 092 | 2 289 | 2 231 | 2 229 | 2 345 | 2 299 |

| 1856  | 1861  | 1866  | 1872  | 1876  | 1881  | 1886  | 1891  | 1896  |
| ----- | ----- | ----- | ----- | ----- | ----- | ----- | ----- | ----- |
| 2 385 | 2 423 | 2 382 | 2 142 | 2 220 | 2 172 | 2 083 | 2 010 | 1 951 |

| 1901  | 1906  | 1911  | 1921  | 1926  | 1931  | 1936  | 1946  | 1954  |
| ----- | ----- | ----- | ----- | ----- | ----- | ----- | ----- | ----- |
| 1 940 | 1 881 | 1 858 | 1 726 | 1 652 | 1 594 | 1 525 | 1 404 | 1 354 |

| 1962  | 1968  | 1975  | 1982  | 1990  | 1999  | 2006  | 2008  | 2013  |
| ----- | ----- | ----- | ----- | ----- | ----- | ----- | ----- | ----- |
| 1 377 | 1 300 | 1 424 | 1 508 | 1 627 | 1 697 | 2 163 | 2 295 | 2 642 |

| 2018  | 2022  | - | - | - | - | - | - | - |
| ----- | ----- | - | - | - | - | - | - | - |
| 2 953 | 3 050 | - | - | - | - | - | - | - |

## Équipements et services

### Enseignement
La commune dispose d'un groupe scolaire rassemblant une école maternelle et une école primaire relevant de l'enseignement primaire public.

### Services de la santé
Saint-Jean-de-Liversay a développé un certain nombre de services dans les secteurs médical, paramédical et médico-social qui en font une des communes rurales parmi les mieux équipées dans ce domaine en Charente-Maritime.
- Les services médicaux

Saint-Jean-de-Liversay dispose de deux cabinets médicaux rassemblant quatre médecins généralistes et d'un cabinet en soins dentaires, tous situés dans le centre-bourg.
La commune ne dispose pas de médecins spécialistes, les habitants vont habituellement consulter ceux installés à La Rochelle.
La commune n'est pas équipée d'un centre de radiologie médicale ou IRM, elle dépend de La Rochelle pour ce type de prestation.
Le centre hospitalier le plus proche est celui de  La Rochelle, situé à 25 kilomètres au sud, offrant une palette très étendue de soins, étant le plus grand hôpital du département de la Charente-Maritime.
- Les services paramédicaux

Saint-Jean-de-Liversay est bien pourvue en services paramédicaux où se trouvent notamment deux centres en soins infirmiers, un kinésithérapeute et un pédicure-podologue. La commune ne dispose pas d'un laboratoire d'analyses médicales, le plus proche étant situé à Marans.
À cela s'ajoutent une pharmacie dotée d'un service en orthopédie générale et un prothésiste dentaire.
La commune est équipée d'un service d'ambulanciers agréé qui étend ses interventions sur les cantons de Courçon et de Marans.
Pour les services d'urgence médicale, Saint-Jean-de-Liveray dépend du centre de secours principal de La Rochelle.
- Les services médico-sociaux

Une résidence publique pour l'accueil de personnes âgées est implantée dans le bourg. Le foyer-logement La Chancelière de Saint-Jean-de-Liversay dispose de 80 chambres.
Un établissement d'hébergement pour personnes âgées dépendantes (EHPAD), la Résidence le Pays d'Aunis. Sa capacité est de 69 lits dont 31 en unité protégée pour personnes atteintes de démence type Alzheimer et apparentées. Cet établissement des Jardins de Cybèle a été ouvert en Mars 2012.

## Lieux et monuments

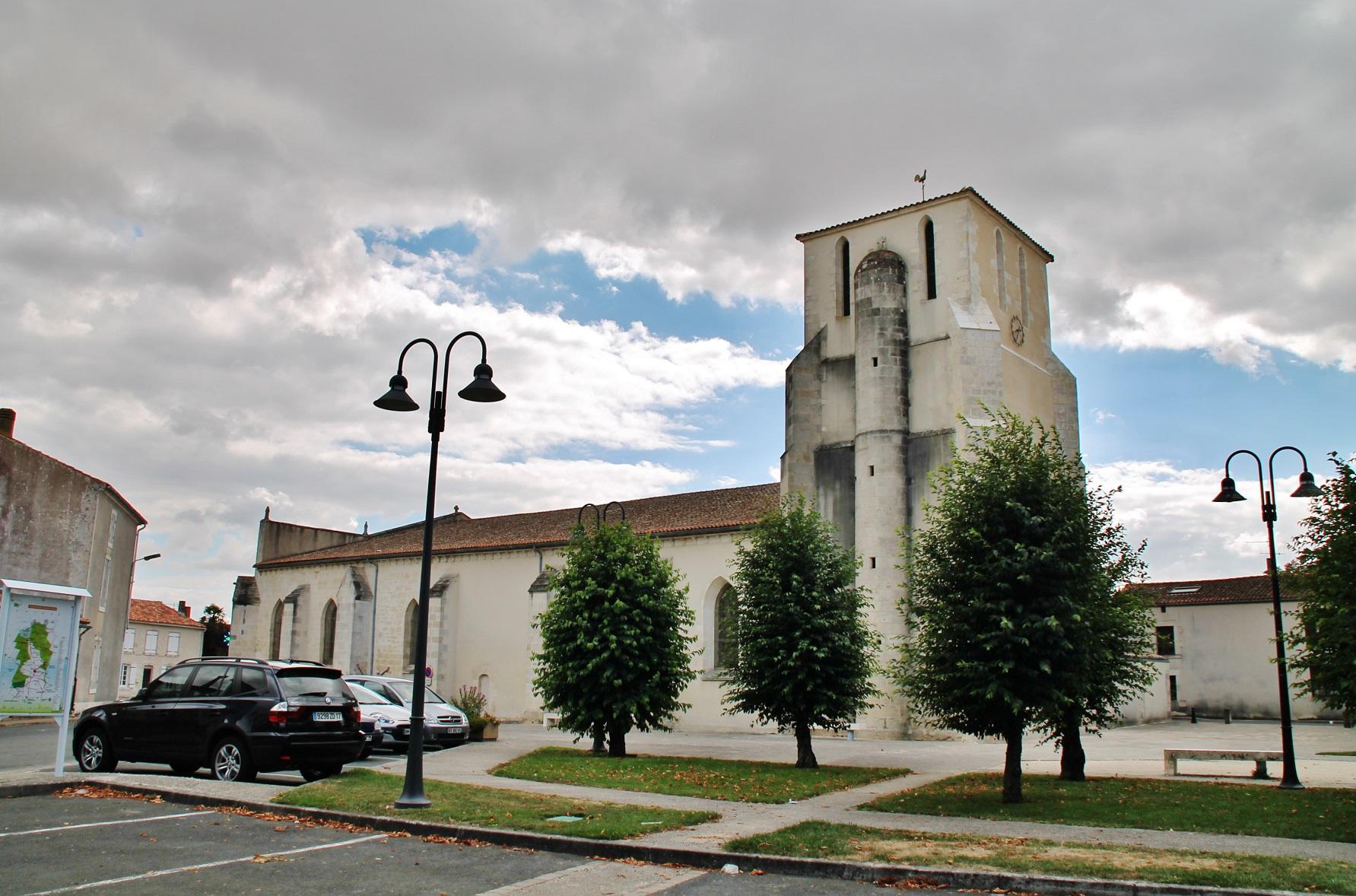
L'église.

- L'église Saint-Jean-Baptiste.

## Personnalités liées à la commune
- Jean René Constant Quoy, chirurgien de Marine et zoologiste.
- Marc Antoine Alexis Giraud (1748-1821), homme politique.
- Bernard COUTANT dit Abbé COUTANT-(1920-2008)-, prêtre peintre et guide historien de la Ville de LA ROCHELLE-(17)- de 1973 à 1990, y est né.